# 薛昌朝 (宋朝)
薛昌朝（?—?），字景庸。河中府河东（今山西永濟）人。
薛田之孙。早年從張載學習。神宗熙寧三年（1070），鄜延經略司勾當公事召權監察御史里行。三年十二月，太子中允李定被擢为崇政殿说书，御史薛昌朝與监察御史林旦、范育反對奏说，李定不服庶母仇氏之丧，“不宜以不孝之人居勸講之地”，并议论王安石的罪过。熙寧四年，知宿遷縣。熙寧十年，爲檢詳樞密院兵房文字。元豐元年（1078）知邠州。